# Шепіт (телесеріал)
Шепіт (англ. The Whispers) — телесеріал телеканалу АВС за мотивами оповідання «Призначена година» (англ. Zero Hour) Рея Бредбері з другого збірника «Розмальована людина» (англ. The Illustrated Man) 1951 року.

## Сюжет
Смерть молодої жінки доручили розслідувати агенту ФБР Клер Бенніган. Винною виявляється донька загиблої, яка розказує про гру «вторгнення», невидимого товариша Дриля (англ. Drill). З ним цікаво спілкуватись і він шукає ще одного товариша, бо старий товариш програв. Це був маленький хлопчик, котрий загинув при спробі підірвати свою матір, яка вижила. Вона описала чоловіка, якого бачила перед вибухом і у якому Клер впізнала свого загиблого чоловіка Шона.
Одночасно у Сахарі оперативний працівник міноборони США досліджує невідомий об'єкт, у якому виявили залишки військового літака, що пропав декілька місяців назад у Арктиці. Його пілотував чоловік Клер, який вижив після авіакатастрофи. Після чого з категорії загиблих він потрапив у категорію зниклого безвісти. Схожий чоловік перебував у лікарні, звідки згодом утік. Його тіло вкривали дивні татуювання і він розмовляв арабською.
Зрештою виявляється, що інопланетні прибульці неспроможні пробити захист планети та готують висадку через дітей молодше 10 років. У оповіданні Бредбері йшлось про проблеми спілкування з дітьми батьків, яких можуть замінити інші люди (створіння).

## Дійові особи
- Клер Бенніган — Лілі Рейб
- Вес Лоуренс — Баррі Слоан
- Шон Бенніган/Джон Доу — Майло Вентімілья
- Джессуп Роллінз — Дерек Вебстер
- Ліна Лоуренс — Крістен Конноллі
- Марія Мартінес — Каталіна Деніс
- Мінкс Лоуренс — Кайлі Роджерс
- Генрі Бенніган — Кайл Гаррісон